# Alex Miller (Fußballspieler, 1890er)
Alexander „Alex“ Miller (Lebensdaten unbekannt) war ein schottischer Fußballspieler.

## Karriere
Alex Miller spielte zwischen 1888 und 1897 für den FC Dumbarton. In der Saison 1890/91 und 1891/92 gewann er mit Dumbarton die Schottische Meisterschaft. Später spielte er noch für die Glasgow Rangers und den FC Clyde.

## Erfolge
mit dem FC Dumbarton
- Schottischer Meister (2): 1891, 1892